# Werner Lempert
Werner Lempert es un deportista de la RDA que compitió en piragüismo en la modalidad de eslalon. Ganó dos medallas en el Campeonato Mundial de Piragüismo en Eslalon, plata en 1963 y oro en 1965.

## Palmarés internacional
| Campeonato Mundial | Campeonato Mundial | Campeonato Mundial | Campeonato Mundial   |
| Año                | Lugar              | Medalla            | Competición          |
| ------------------ | ------------------ | ------------------ | -------------------- |
| 1963               | Spittal (Austria)  | Medalla de plata   | C2 mixto             |
| 1965               | Spittal (Austria)  | Medalla de oro     | C2 mixto por equipos |